# Lena Blaudez
Lena Blaudez (*  1958 in der DDR) ist eine deutsche Autorin von Kriminalromanen.

## Leben
Nach einem Studium der Volkswirtschaft in Ostberlin lebt sie seit 1985 im Westen. Sie lebte und reiste mehrere Jahre in Afrika, wo sie für Entwicklungsprojekte in Zaire, Niger und Benin arbeitete. Sie lebt heute als Autorin und Journalistin in Berlin.
Hauptfigur ihrer vorwiegend in Afrika spielenden Kriminalromane ist Ada Simon, eine europäische Fotografin. 

## Werke
- Spiegelreflex. Unionsverlag, Zürich 2005, ISBN 3-293-00344-3.
- Farbfilter. Unionsverlag, Zürich 2006, ISBN 3-293-00357-5.